# Lieven Tavernier
Lieven Tavernier (Gent, 12 juli 1947) is een Belgische liedjesschrijver, zanger en schrijver. Hij schreef voor veel bekende zangers en zangeressen liedjes, onder wie Jan De Wilde, Thé Lau, Gerard van Maasakkers, Flip Kowlier, Jenny Arean, De Schil, Erik Van Neygen en Sabien Tiels.
Hij schreef in de beginjaren van de kleinkunst rond de jaren '70 tot de revival van de kleinkunst altijd voor anderen en trad van toen af ook zelf op met eigen nummers.

## Biografie
Tavernier ging naar het lager onderwijs in Michelbeke en Brasschaat waarna hij Grieks-Latijns volgde in Kortrijk. Hij studeerde tussen 1966 en 1971 Germaanse filologie aan de universiteit Gent.
Hij begon als leerkracht aan de kunsthumaniora Sint Lucas in Gent in het middelbaar en later aan de hogeschoolafdeling van dezelfde school.
Hij woonde tot 1969 in de Mageleinestraat in Gent, waarna hij met zijn ouders naar Destelbergen verhuisde. Vanaf 1971 woonde hij weer in Gent, achtereenvolgens aan de Leiekaai, de hoek Posteernestraat/Onderbergen en de hoek Ramen/Burgstraat. Hij verhuisde naar Zevergem in 1975 en later naar Merelbeke, waar hij nu nog woont.
De Belgische rapper Froze (Fritz Tavernier) is zijn zoon.

## Prijzen
- Literaire prijs stad Gent (1983)
- August Beernaertprijs van Koninklijke Academie voor Nederlandse Taal en Letteren (1986)

## Publicaties
Vanaf 1969 schreef hij in Tliedboek, een kritisch tijdschrift voor actuele muziek over lp en festivals. Zijn eerste lied was het protestlied  "Limburg "70" in mei 1970. Hij schreef ook in het studententijdschrift Campus en voor de krant De Morgen.
Daarnaast schreef hij ook de volgende boeken:
- Over water (1986)
- Jean Ray of de werkelijkheid voorbij een stad (1989) in samenwerking met Doreen Gaublomme
- Een bijzonder kind (1992)
- Eerste sneeuw : alle liedteksten (2015)
- tlieverdje (2020)
- Het huwelijk van juffrouw Bonvoisin en andere Gentse verhalen (2023)

## Bekende liedjes
- Molenstraat
- De Lievekaai
- De fanfare van Honger en Dorst (gezongen door Jan De Wilde)
- De eerste sneeuw (gezongen door Jan De Wilde)

## Discografie
- Doe het licht (1995)
- Ilya (2001)
- Niet voorbij (2004)
- Wind en rook (2008)
- Witzand (2011)
- De Fanfare van Honger en Dorst (2013)
- Wintergras (2014)
- Lieven Tavernier: Geen Kwaje Vrienden (2015) (compilatie met andere artiesten die liedjes van Lieven coveren)
- Live in Gent (2017)
- Oude regenbogen (2019)
- Verloren in de tijd (2020)
- Ik was daar ook (verschenen op 28 januari 2022)
- Sprokkelgoud (verschenen op 17 maart 2023)